# 行動限制
行動限制是一種緊急措施，用以阻止人員或信息離開特定區域，甚或特定居所。通常只能由有權授權的人員啟動。
“lockdown”一詞還可用於保護設施或（例如，計算系統）內部的人員免受威脅或其他外部事件的侵害。對於建築物，鑽機鎖定通常意味著將通向外部的門鎖定，以使任何人都不能進出。

## 類型
必須計劃使用緊急鎖定和預防性鎖定的過程。
一個預防性的鎖定是為應對與一個不尋常的情況下或在系統中的弱點搶占任何危險，以確保人員，組織和系統的安全性與安全的先發製人的行動計劃。預防措施的重點是避免因不符合正常情況而產生的危險和風險，但通常也包括提高效率。
預防性封鎖是為了降低風險而採取的先發製人的封鎖措施。大多數組織都為緊急封鎖做好了計劃，但未能為可能迅速降級到危險級別的其他情況做好計劃。這些協議必須基於威脅的類型，並且應該保持簡單和簡短以便快速學習和實施，並且足夠靈活以處理多種場景。這允許管理員有更多選項可供選擇，在各種場景中更易於使用。例如，如果家長或手無寸鐵的小偷在學校操場上被警察追趕的大聲場景，這種靈活的程序允許學校管理人員在繼續教學的同時靈活地實施更有限的鎖定，從而消除需要完全緊急封鎖、中斷和延遲恢復教學，

## 歷史事件
早在2019冠状病毒病疫情爆發以前就有多次封城措施。
2019冠狀病毒病流行期間，許多國家或地區通過限制公共場所、城鎮甚至邊界的人員進出來應對這種疾病，華語圈廣泛以「封城」稱之。不過也有特殊的新名詞加以形容，例如上海曾表示不會封城，並其後發明「全域靜態管理」一詞，實際操作與封城無異。2019冠狀病毒病相關封鎖措施始自初次爆發地中國武漢，之後由世界多國採用，以歐洲國家為先，如意大利、英国和西班牙等。